# Richard Roett
Richard Hilary Roett (18 de janeiro de 1943 — dezembro de 2002) foi um ciclista olímpico barbadense. Representou sua nação na prova de corrida individual em estrada nos Jogos Olímpicos de Verão de 1968.